# Chobienia
Chobienia, německy Köben an der Oder, je vesnice ve gmině Rudna v okrese Lubin v Polsku. Nachází se na levém břehu veletoku Odra, mezi městy Ścinawa a Głogów, na rozhraní mezoregionů Obniżenie Ścinawskie a Wzgórza Dalkowskie v Dolním Slezsku v Dolnoslezském vojvodství.

## Historie a popis
Místo uvádí kronikář Geographus Bavarus již v roce 845 mezi dvaceti dalšími místy slovanského kmene Dziadoszanů. To dokazuje, že již v 9. století bylo místo významným centrem osídlení. Hradiště v Chobienii (Grodzisko Chobienia), které se nachází cca 2 km severně na svazích na ohybem Odry, bylo vybudováno kolem roku 850 a opuštěno na přelomu 9. a 10. století. Chobienia získala městská práva v roce 1238 od Jindřicha I. Bradatého, a od roku 1945 je to opět vesnice. V roce 1259 již v Chobenii stál kostel. Ve středověku zde fungovala továrna na sůl. Radnice byla postavená před rokem 1418, těžce poškozena v roce 1945 a zbořena v roce 1963.
V 16. století zde významně působil Georg von Kottwitz a za jeho vlády byl v Chobinii založen cech patnácti sedláků, který byl v Evropě ojedinělý. Cech měl vlastní stanovy a vlastní pečeť a stal se tak prvním sdružením sedláků v Německu. V té době zde působil také slezský básník a evangelický kazatel Johann Heermann, který pak v letech 1611-1638 vedl místní evangelickou farnost. Během třicetileté války město vyhořelo a bylo zcela vypleněno.
Místní hrad Zamek w Chobieni, nazývaný také Zamek Rycerski w Chobieni, byl původně postaven v pozdně gotickém slohu kolem 14. století, pravděpodobně v 16. století byl zbořen a v roce 1583 byl z iniciativy tehdejšího majitele Georga von Kottwitz postaven renesanční zámek, který byl později opět několikrát stavebně upravován. Na zámku uspořádal v roce 1611 Leonhard von Kottwitz svatbu Johanna Heermanna. Kolem zámku je vybudován zámecký park s cennými stromy.
Dvoupatrový evangelický kostel na osmibokém půdorysu byl postaven v roce 1769, v roce 1945 byl těžce poškozen a v roce 1963 zbořen. V 70. letech 20. století byla na jeho základech postavena kašna.
V roce 1759 navštívil Chobienii pruský král Fridrich II. Veliký a povzbuzoval své vojáky, kteří se vzpamatovávali z prohrané bitvy u Kunowic.
Zajímavostí je také to, že po první světové válce měla Chobienia kvůli hyperinflaci vlastní náhradní měnu Notgeld s panoramatem města na averzu.
Na konci druhé světové války, po útěku části německého obyvatelstva před postupující Rudou armádou, se vesnice téměř vylidnila. Chobienia byla dobyta v lednu 1945 a byla z 50% zničena. Nachází se zde také památník padlých německých vojáků, který byl v letech 1945-1995 zazděný památníkem vítězství Rudé armády. V letech 1975-1998 vesnice administrativně patřila do dnes již zaniklého Legnického vojvodství. V roce 1984 zde byla železniční stanice zrušena. Zajímavostí je i vodácký přístav Marina Kajakowa w Chobieni a přívoz přez řeku Odru.

## Turistické a cyklistické trasy
- Dálková Cyklistická trasa řeky Odry
- Cyklotrasa Szlak Dziadoszan
- Okružní Cyklotrasa Rudna - Chobienia
- Turistická trasa Lubań Śl. PKP - Chobienia

## Galerie

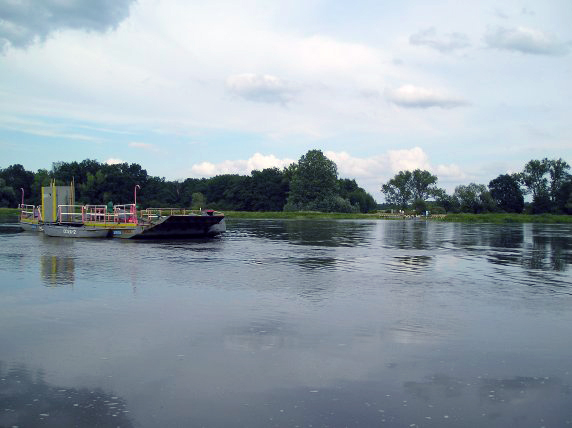
Přívoz přes Odru
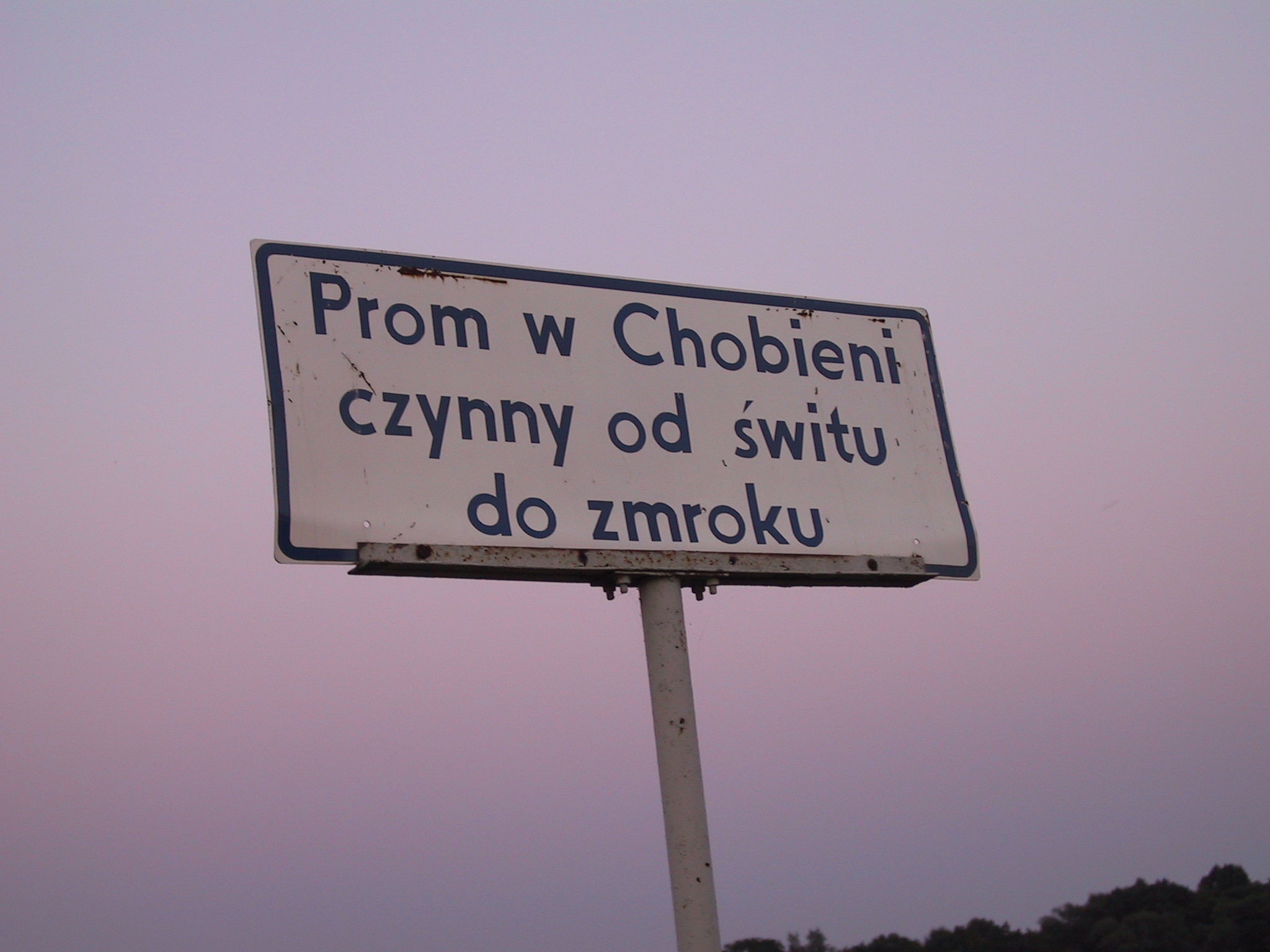
Informační panel u přívozu
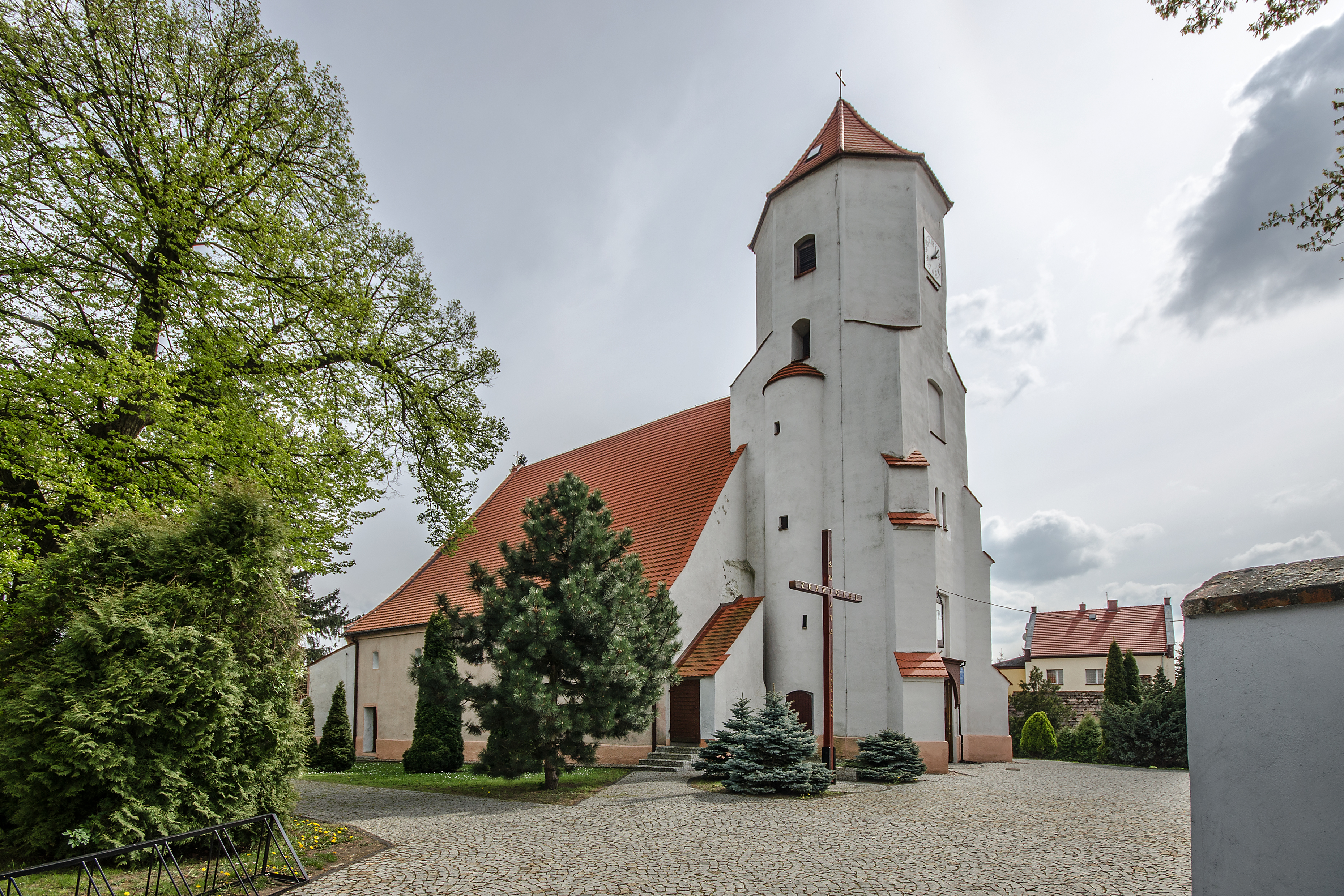
Kostel
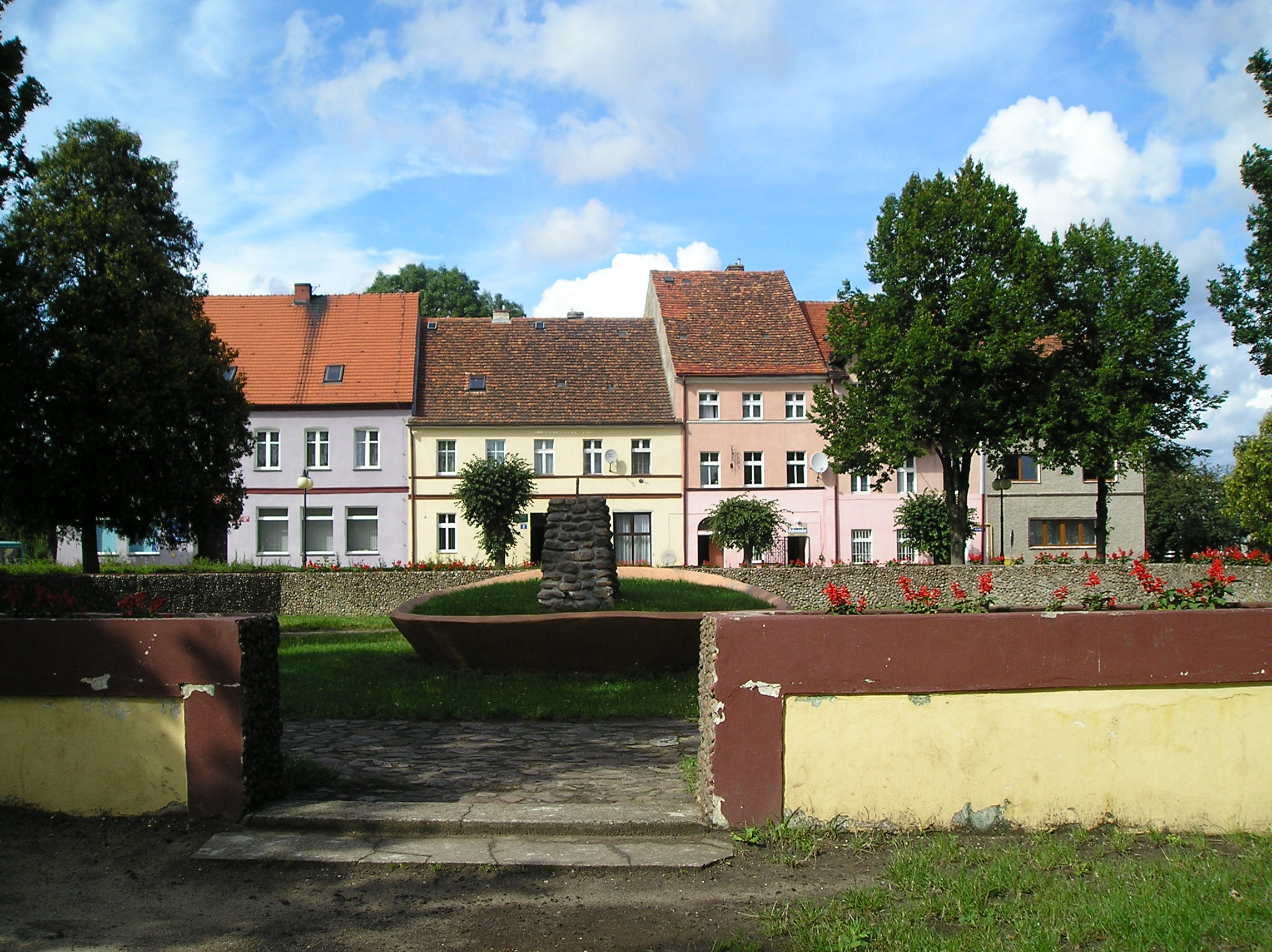
Pozůstatky evangelického kostela
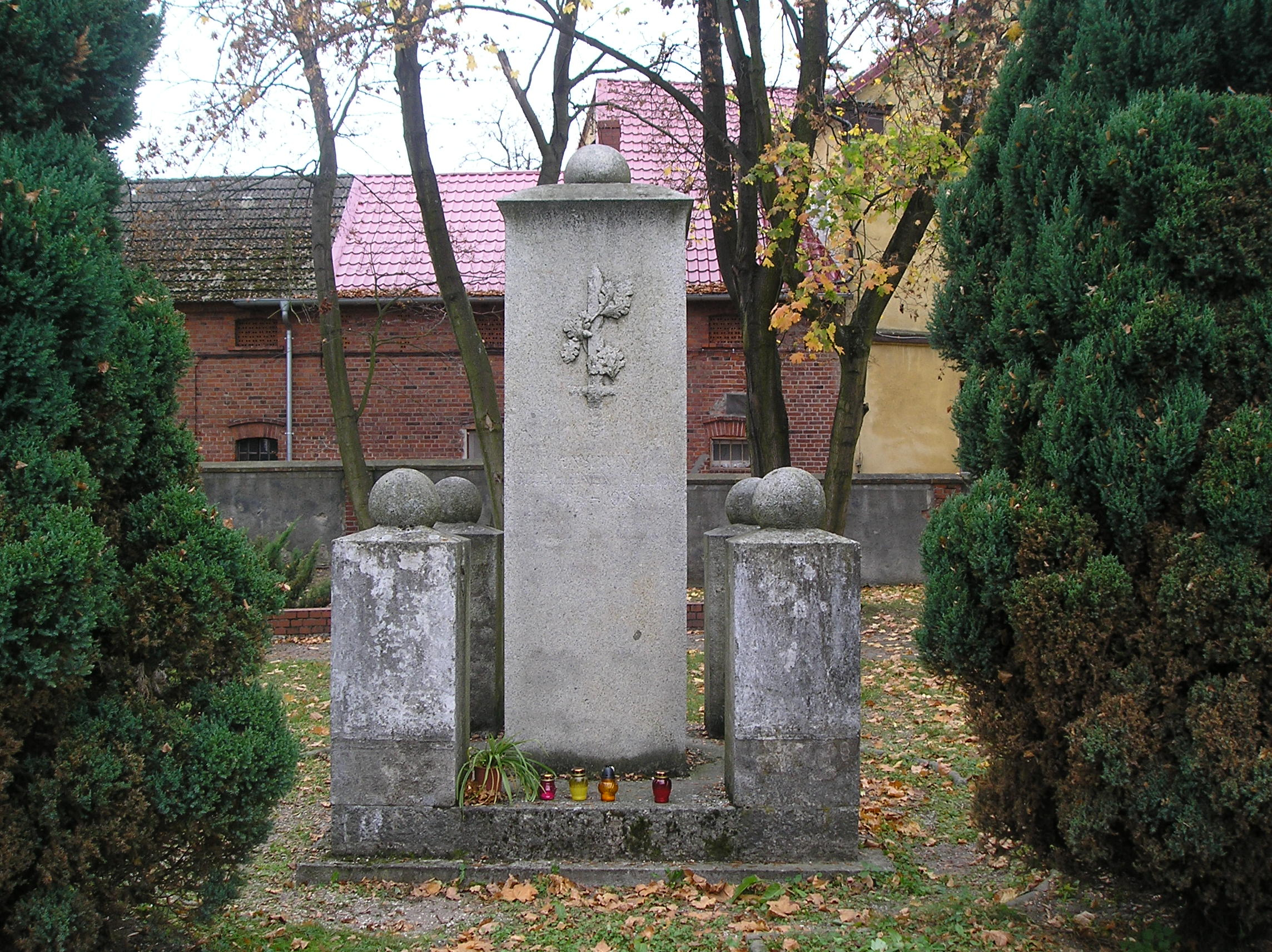
Památník padlým německým vojákům
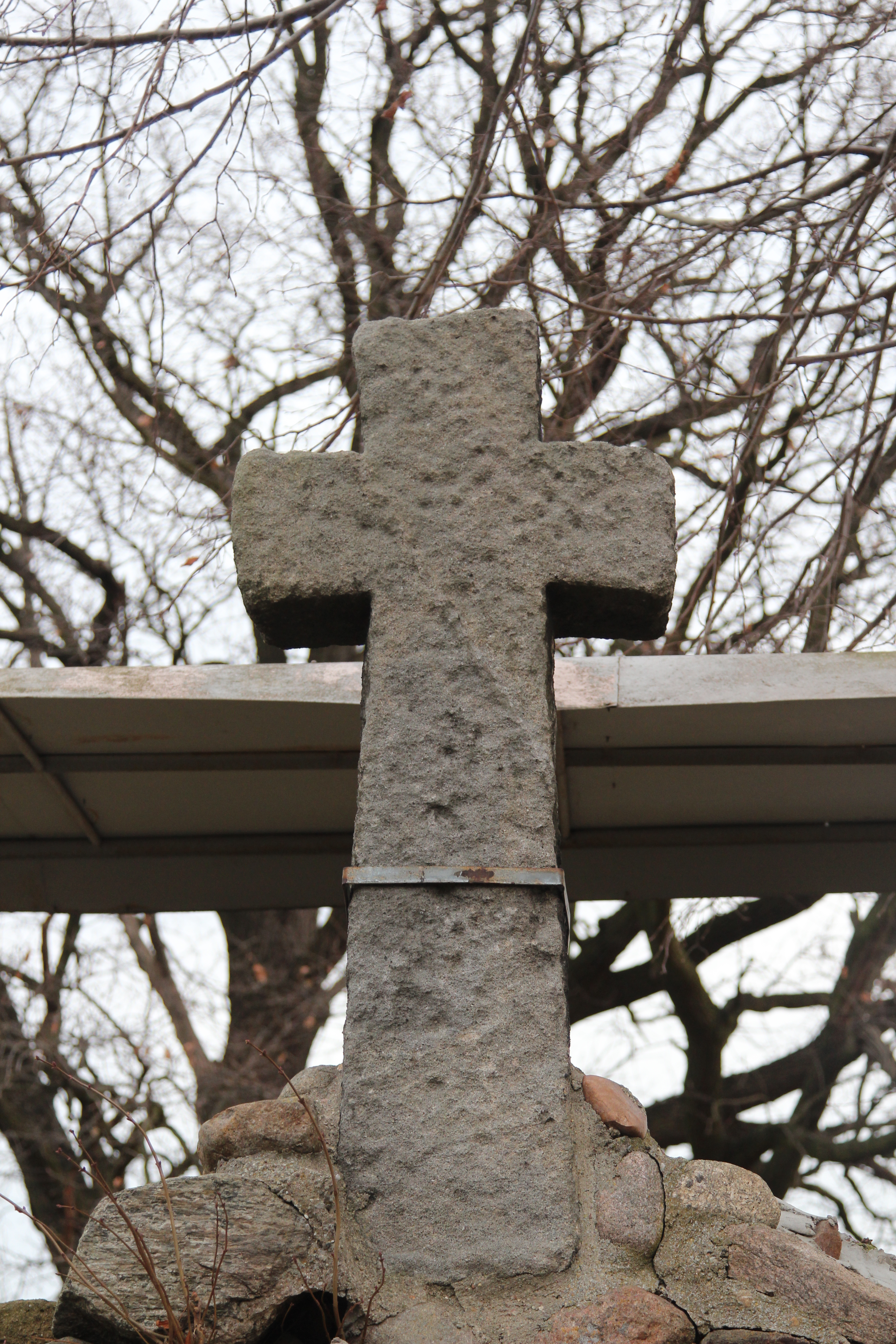
Kamenný kříž